# Linze
Linze léase Lin-Tsé (en chino:临泽县, pinyin:  Línzé Xiàn)  es un condado bajo la administración directa de la ciudad-prefectura de Zhangye en la provincia de Gansu, República Popular China. Su área total es de 2777 kilómetros cuadrados, con una población censada en noviembre de 2013 de 150 000 habitantes, donde conviven 11 grupos étnicos que incluyen Han , Hui , tibetano , mongol y yugu.
Situada en el centro de la provincia, yace en las montañas Qilian y es bañada por el río Ejin.

## Administración
El condado de Linze se divide en 7 poblados.

## Geografía
El condado de Linze está está ubicado en el centro del Corredor del Hexi en la provincia de Gansu. Las características topográficas del condado de Linze son "dos montañas y un río". El norte y el sur está rodeado por la zona montañosa de las Qilian, mientras el centro es una llanura aluvial plana. La altitud va desde los 1380 m s. n. m. hasta los 2278 metros. El condado tiene aproximadamente 46 kilómetros de ancho de este a oeste y unos 98 kilómetros de largo de norte a sur.

## Recursos
A partir de 2010, los minerales descubiertos en el condado de Linze son principalmente yeso, arcilla que contiene yodo, sepiolita , vermiculita , cuarcita , caliza de cemento, carbón, hierro, manganeso, cobre y oro. Distribuido en la zona montañosa del norte, hay 28 depósitos minerales, incluidas 9 minas de mineral de hierro con reservas probadas de 8.19 millones de toneladas.